# آلنکا کودرمن
آلنکا کودرمن (انگلیسی: Alenka Cuderman؛ زادهٔ ۱۳ ژوئن ۱۹۶۱) بازیکن هندبال اهل یوگسلاوی بود.